# نيكولاس نيومان
نيكولاس نيومان (بالإنجليزية: Nicholas Newman)‏ هو منافس ألعاب قوى جنوب أفريقي، ولد في 28 يوليو 1959 في بلومفونتين في جنوب أفريقيا.